# فينكلمان وعصره

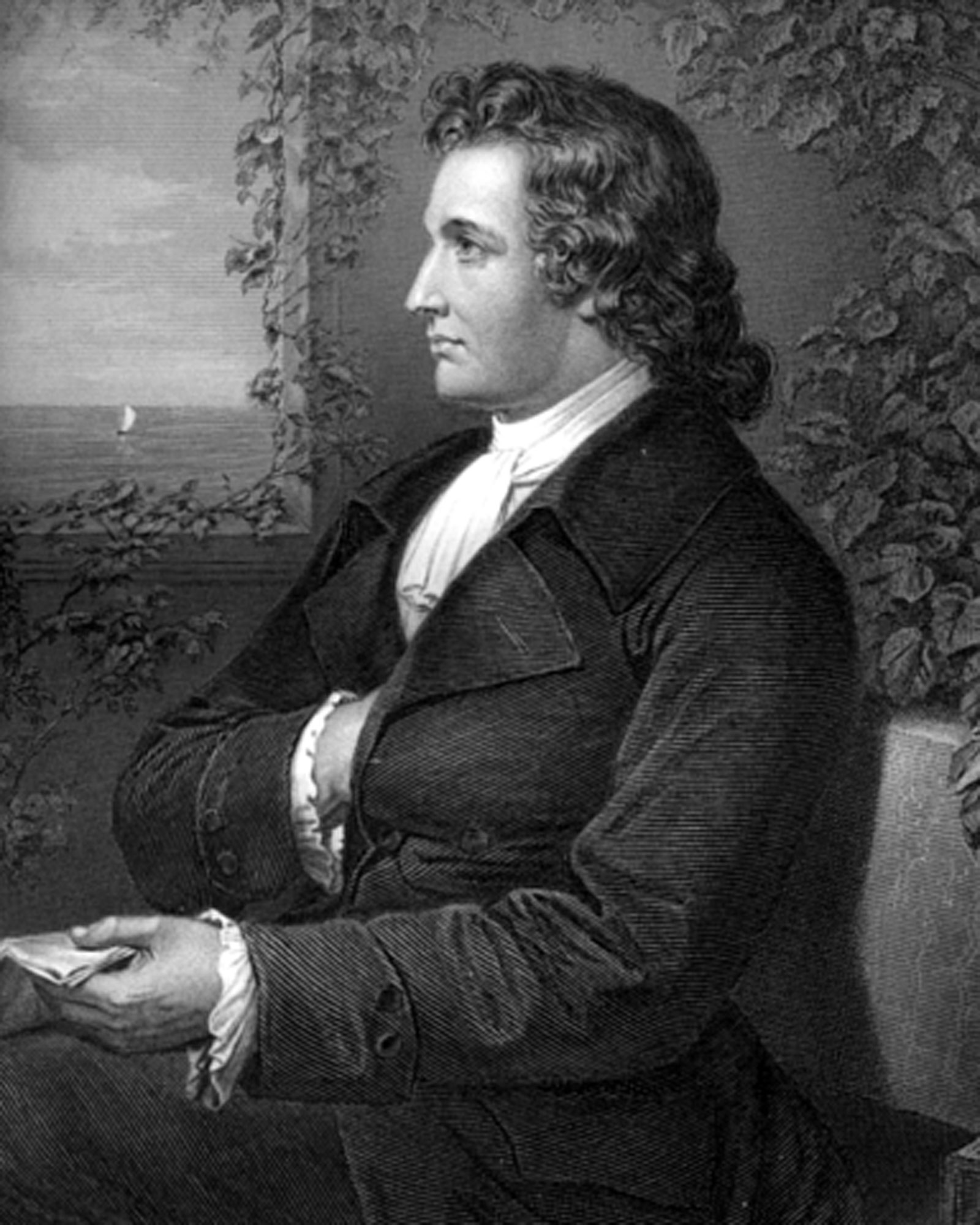
يوهان فولفغانغ فون غوته

فينكلمان وعصره (بالألمانية: Winckelmann und sein Jahrhundert) دراسة في علم الجمال والنقد من تأليف الكاتب الألماني يوهان فولفغانغ فون غوته (1749–1832)، نُشرت للمرة الأولى في عام 1805، وهو العام نفسه الذي مات فيه شيلر وهو كذلك العام الذي يؤرخ على أنه نهاية العصر الكلاسيكي في الأدب الألماني، ففي المقال يعتبر غوته يوهان يواخيم فينكلمان مثالاً يحتذي به الكلاسيكيون، ورأى فيه سمات وخصائص الكلاسيكية باعتباره مثقفاً في جميع مجالات الحياة، وكذلك اعتبره الشخصية التي أثرت في جميع مؤلفاته الكلاسيكية.

## وصلات خارجية
| - فينكلمان وعصره، على كتب جوجل. - فينكلمان وعصره، على الفهرس العالمي. | - فينكلمان وعصره، على مكتبة جامعة هارفارد. - فينكلمان وعصره، على أرشيف الإنترنت. |